# Ochthebius exaratus
Ochthebius exaratus is een keversoort uit de familie van de waterkruipers (Hydraenidae). De wetenschappelijke naam van de soort is voor het eerst geldig gepubliceerd in 1844 door Mulsant.